# Stàrinkovo
Stàrinkovo (en rus: Старниково) és un poble de l'óblast de Vladímir, a Rússia, segons el cens del 2010 tenia 10 habitants. Pertany al districte municipal de Iúriev-Polski.